# Butterworth, England
Butterworth var en civil parish från 1866 till 1894 då den blev en del av Milnrow, Littleborough, Rochdale och Wardle, i grevskapet Lancashire (nu Greater Manchester), i England. Denna civil parish var belägen 20 km från Manchester och hade 9 438 invånare år 1891.